# Stanisław Karol Oziembłowski
Stanisław Karol Oziembłowski herbu Radwan – wojski wiłkomierski od 1656 roku, podstarości upicki w latach 1652-1659, sędzia grodzki upicki w latach 1651-1652, cześnik kowieński do 1656 roku.
20 października 1655 roku podpisał ugodę kiejdańską. Jako poseł powiatu wiłkomierskiego na sejm elekcyjny 1669 roku podpisał pacta conventa Michała Korybuta Wiśniowieckiego w 1669 roku.